# Salix bangongensis
Salix bangongensis — вид квіткових рослин із родини вербових (Salicaceae).

## Морфологічна характеристика
Це дерево до 5 метрів заввишки; кора сірувато-біла. Гілочки жовтувато-коричневі, в молодості волохаті, потім ± голі, блискучі. Листкова пластинка ланцетна чи подовжено-ланцетна, рідше зворотно-ланцетна, 3–4 × 0.8–1.2 см, знизу злегка синювато-сіра й гола чи запушена біля основи середньої жилки, зверху зелена й гола але шовковисто ворсинчаста в молодості, край залозисто-пилчастий; листкова ніжка ≈ 7 мм. Незріла жіноча сережка 1.5–3 × 1–1.2 см. Жіноча квітка: зав'язь вузько-яйцеподібна чи яйцеподібна, запушена.

## Середовище проживання
Тибет. Росте біля води.